# Dipartimento di San Miguel (El Salvador)
Il dipartimento di San Miguel è uno dei 14 dipartimenti di El Salvador, istituito il 12 giugno 1824. Si trova nella parte orientale del paese.

## Comuni del dipartimento
- Carolina
- Chapeltique
- Chinameca
- Chirilagua
- Ciudad Barrios
- Comacarán
- El Tránsito
- Lolotique
- Moncagua
- Nueva Guadalupe
- Nuevo Edén de San Juan
- Quelepa
- San Antonio
- San Gerardo
- San Jorge
- San Luis de la Reina
- San Miguel (capoluogo)
- San Rafael Oriente
- Sesori
- Uluazapa